# Francesco Tommasini
Francesco Tommasini (Roma, 12 settembre 1875 – Roma, 27 maggio 1945) è stato un diplomatico italiano che fu Ambasciatore in Svezia (1914-1919) e fu il primo ambasciatore d'Italia in Polonia (1919-1923).

## Biografia
Conseguì la laurea in Giurisprudenza all'Università di Roma nel 1897 ed entrò in Carriera diplomatica come addetto di legazione nel 1899 in seguito a concorso. 
La prima destinazione fu Berna nel 1899, seguita l'anno successivo da altre sedi europee (Vienna, Monaco e Parigi). In particolare la prolungata permanenza all’Ambasciata di Vienna gli consentì di lavorare a stretto contatto con Costantino Nigra e con il suo principale allievo, il nobile siciliano Giuseppe Avarna.
Dopo essere stato inviato nel 1903 a Monaco di Baviera e l'anno successivo a Parigi, Tommasini fu richiamato nel giugno 1906 al Ministero degli Affari Esteri e venne nominato prima segretario del sottosegretario agli Affari Esteri Guido Pompilj e nel gennaio 1907 segretario particolare del ministro degli Affari Esteri, Tommaso Tittoni. Tra il 1908 ed il 1912 prestò nuovamente servizio a Vienna per poi essere destinato brevemente in Montenegro. Nel 1914 fu destinato come Capo Missione in Svezia dove rimase fino al 1919 quando fu richiamato al Ministero come Capo di Gabinetto del Ministro degli Affari esteri Tittoni. Ma tale incarico durò solo pochi mesi, in seguito alle dimissioni del Ministro e Tommasini venne quindi nominato alla fine del 1919 come primo Ministro plenipotenziario italiano in Polonia.
Tommasini si sforzò di intensificare le relazioni fra Italia e Polonia, rese difficili dal desiderio italiano di avere buoni rapporti con i principali nemici del governo di Varsavia, Germania e Russia bolscevica, e fu testimone diretto delle vicende drammatiche della guerra polacco-bolscevica del 1920.
La missione di Francesco Tommasini in Polonia divenne complicata e difficile a partire dal 1922. Tommasini aveva grande ammirazione e stima per il presidente della Repubblica, il socialista nazionale, Józef Piłsudski, il quale però, a inizio dicembre 1922, non si ricandidò alla presidenza.  Fu oggetto di attacchi di stampa da parte dei giornali nazionalisti polacchi, che lo accusavano di essere antifascista e massone e di ostacolare le relazioni fra Italia e Polonia, Tommasini fu rimosso dalla sede di Varsavia nell’autunno del 1923. Dopo una serie di destinazioni che gli furono proposte e che Tommasini rifiutò visto il livello non adeguato, nel novembre 1923 Benito Mussolini lo collocò a riposo d’autorità ponendo fine alla sua carriera diplomatica.
Dopo il forzato abbandono della carriera diplomatica, Tommasini si dedicò agli studi di storia e di politica internazionale. Nel 1925 pubblicò un libro di ricordi sulla sua missione in Polonia La risurrezione della Polonia, che fu successivamente tradotto anche in polacco. In seguito alla morte di Tittoni, Tommasini decise di dedicargli una grande opera, un’analisi a difesa della politica estera di Tommaso Tittoni e di Giovanni Giolitti, pubblicata in cinque volumi fra il 1934 e il 1941.
Collaborò con numerosi scritti alla rivista Nuova Antologia diretta da Tommaso Tittoni e venne considerato in Italia come uno dei maggiori conoscitori dell’Europa centro-orientale. In tale veste scrisse per l’Enciclopedia Italiana diverse voci sull’Austria-Ungheria, sulla Germania, sulla Polonia e sulla Russia.
Morì a Roma il 27 maggio 1945.

## Pubblicazioni
- Francesco Tommasini, Le colonne pisane d'Affrica, Roma, Officina poligrafica romana, 1903.
- Francesco Tommasini, La risurrezione della Polonia, Milano, Treves, 1925.
- Francesco Tommasini, Odrodzenie Polskie, Warszawa/Varsavia, Ksiegarnia F. Hoesicka, 1928.
- Francesco Tommasini, L’Italia alla vigilia della guerra. La politica estera di Tommaso Tittoni, in 5 Voll., Bologna, Zanichelli, 1934-1941.
- Francesco Tommasini, Gli accordi di Locarno e l’Europa orientale, “Nuova Antologia”, 1º maggio 1926, fasc. 1299, pp. 66-81.
- Francesco Tommasini, La marcia su Varsavia, “Nuova Antologia”, 16 giugno 1926, f. 1302, pp. 419-432.
- Francesco Tommasini, Politica mondiale e politica europea, “Nuova Antologia”, 1º maggio 1927, fasc. 1323, pp. 35-52.
- Francesco Tommasini, Politica mondiale e politica europea, “Nuova Antologia”, 16 maggio 1927, fasc. 1324, pp. 204-217.
- Francesco Tommasini, Il pensiero e l’opera di Gustavo Stresemann, “Nuova Antologia”, 16 novembre 1929, fasc. 1384, pp. 182-196.